# Seznam rektorů Univerzity Jana Evangelisty Purkyně v Ústí nad Labem
Toto je chronologický seznam rektorů Univerzity Jana Evangelisty Purkyně v Ústí nad Labem, která byla založena v roce 1991.

## Seznam rektorů
1. prof. RNDr. Jan Kopka, CSc. (1. března 1992 – 28. února 1995)
2. prof. RNDr. Vlastimil Novobilský, CSc. (1. března 1995 – 28. února 2001)
3. doc. PhDr. Zdeněk Havel, CSc. (1. března 2001 – 28. února 2007)
4. prof. Ing. Iva Ritschelová, CSc. (1. března 2007 – 28. února 2011)
5. prof. RNDr. René Wokoun, CSc. (1. března 2011 – 28. února 2015)
vedením vysoké školy pověřena RNDr. Alena Chvátalová, Ph.D. (1. března 2015 – 17. března 2015)
6. doc. RNDr. Martin Balej, Ph.D. (18. března 2015 – 17. března 2023)
7. doc. RNDr. Jaroslav Koutský, Ph.D. (od 18. března 2023)